# 3107 Weaver
3107 Weaver (1981 JG2) là một tiểu hành tinh vành đai chính được phát hiện ngày 5 tháng 5 năm 1981 bởi C. Shoemaker ở Đài thiên văn Palomar.